# Pianoflyttemanden
Pianoflyttemanden er en amerikansk stumfilm fra 1914 af Charlie Chaplin.

## Medvirkende
- Charles Chaplin som Tom
- Mack Swain som Mike
- Fritz Schade som Mr. Rich
- Cecile Arnold som Mrs. Rich
- Charley Chase